# Jacqueline Mutere
Jacqueline Mutere é uma activista dos direitos das mulheres do Quénia que é cofundadora da Grace Agenda, uma fundação que fornece assistência e aconselhamento para vítimas de violação no Quénia. Mutere também é membro da Rede Nacional de Vítimas e Sobreviventes, uma organização que busca dar seguimento à agenda de reparações da Comissão de Verdade, Justiça e Reconciliação (TJRC).

## Activismo
Mutere fundou originalmente a Grace Agenda em 2010 para apoiar os filhos de vítimas de violação durante a violência pós-eleitoral de 2007-2008 no Quénia, depois de ela mesma ter sofrido violência sexual durante os distúrbios. Pouco depois de criar a fundação, Mutere percebeu que muitas mães dessas crianças também precisavam de um lugar seguro para discutir o seu trauma e que, ao fornecer esse veículo de escape, menos mães passariam o trauma para os seus filhos.
Mutere também concentra-se em pressionar o governo queniano a cumprir a sua promessa de distribuir mais de 100 milhões de dólares em indeminizações aos sobreviventes de violação durante os distúrbios de 2007-2008. Esses esforços incluíram uma marcha pacífica para entregar uma petição ao Senado do Quénia para lembrar os seus membros das promessas que fizeram para os sobreviventes de violação.